# Трістан Вокер
Трістан Вокер (англ. Tristan Walker; 16 травня 1991, м. Калгарі, Канада) — канадський саночник, який виступає в санному спорті, здебільшого в парному розряді, на професіональному рівні з 2008 року. Дебютував в національній команді, як учасник зимових Олімпійських ігор в Ванкувері 2010 року й посів 15 місце в парному розряді. Балансує в двадцятці найкращих саночників світу, а в парному розряді виступає разом з саночником Джастіном Снітом з 2008 року.
Срібну олімпійську медаль  Вокер виборов разом із товаришами з канадської команди у змішаній естафеті на Пхьончханській олімпіаді 2018 року.

## Виноски
1. ↑  Team relay results (PDF). Архів оригіналу (PDF) за 28 лютого 2018. Процитовано 18 квітня 2018.